# Cimetière national de Chalmette
Le cimetière national de Chalmette est un cimetière national des États-Unis situé à l'intérieur du domaine et parc historique national Jean Lafitte à Chalmette, en Louisiane. Le cimetière s'étend sur 17,5 acre (7,1 ha) adjacents au site qui a été autrefois le champ de bataille de la bataille de la Nouvelle-Orléans, à la fin de la guerre de 1812.
S'il est maintenant fermé à de nouvelles inhumations, c'est le lieu de sépulture de plus de 15 300 anciens combattants et victimes des campagnes militaires américaines de la guerre de Sécession à la guerre du Viêt Nam. Il y a seulement quatre tombes de soldats de la guerre de 1812, dont l'un a participé à la bataille de la Nouvelle-Orléans.
Sinon, ce cimetière n'a qu'une seule tombe d'un marin britannique de la Royal Navy mort lors de la Seconde Guerre mondiale,.

## Histoire
Bien qu'utilisé comme un terrain de sépulture auparavant, Chalmette est établi comme  cimetière national en 1864 en tant que lieu d'inhumation des morts au cours des batailles de la guerre de Sécession, à la fois des forces de la Confédération et de l'Union. Après la guerre, des tombes de fortune de champs de bataille dans l'État sont déplacées vers des cimetières nationaux plus permanents. Les restes de près de 12 000 soldats sont déplacés vers Chalmette.
Dans le cadre du parc historique national de Chalmette, la gérance du cimetière est transférée au service des parcs nationaux en 1933. Le cimetière et le champ de bataille sont inscrits sur le Registre national des lieux historiques le 15 octobre 1966.
Le cimetière national de Chalmette subit des dégâts considérables, lors de l'ouragan Katrina de 2005, avec le renversement de pierres tombales et d'une grande partie du mur d'enceinte. Les jours/heures d'ouverture au public ont été limités pendant plusieurs années.

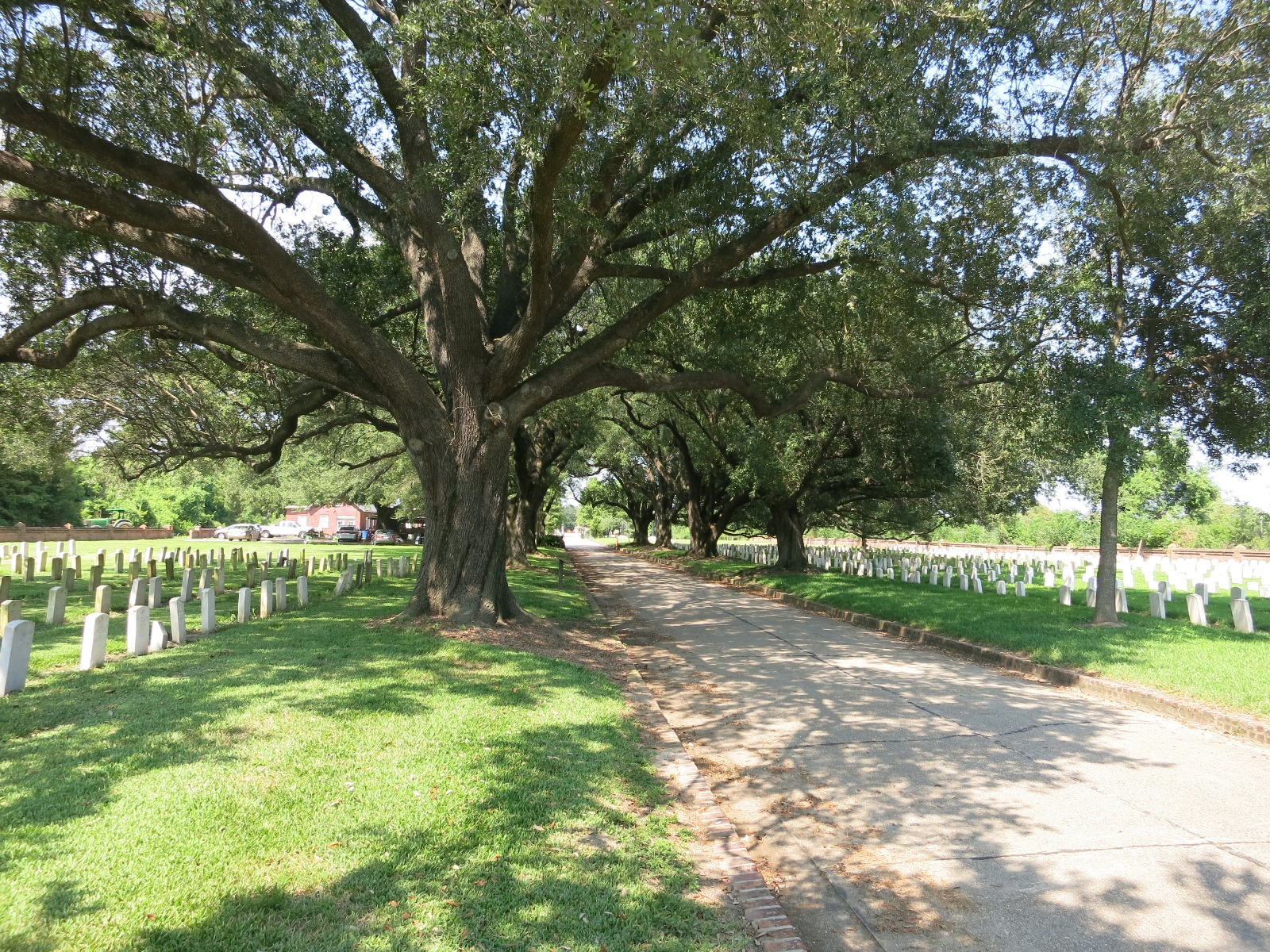
Les vieux arbres le long de la route du cimetière militaire
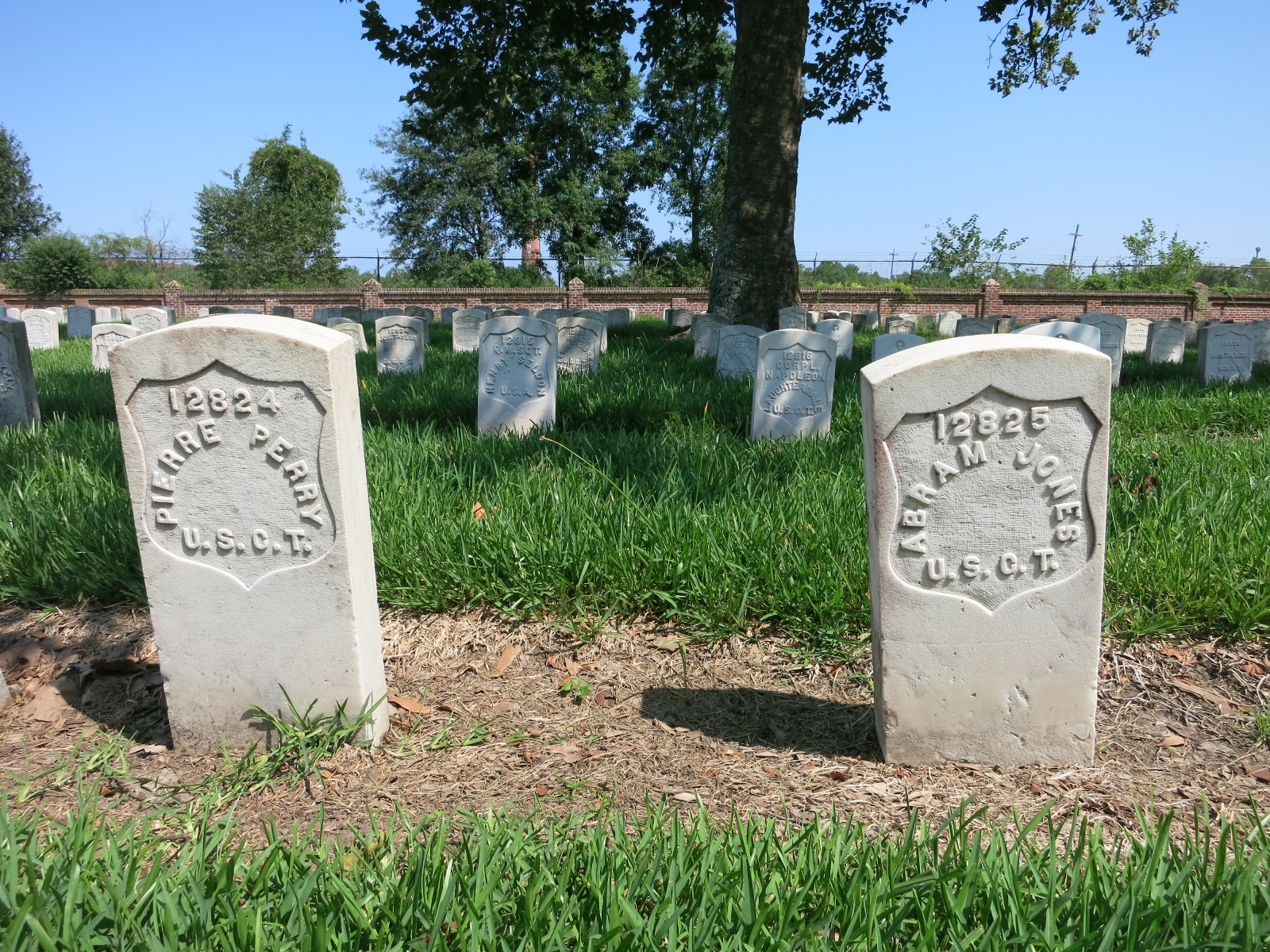
Deux tombes des U.S Colored Troops de l'USCT)